# Bouteilles-Saint-Sébastien
Bouteilles-Saint-Sébastien település Franciaországban, Dordogne megyében. Lakosainak száma 175 fő (2022. január 1.). Bouteilles-Saint-Sébastien Palluaud, Saint-Séverin, Lusignac, Nanteuil-Auriac-de-Bourzac, Saint-Martial-Viveyrol és Saint-Paul-Lizonne községekkel határos.

## Népesség
A település népességének változása:
| Lakosok száma | 294  | 218  | 214  | 189  | 176  | 172  | 174  | 175  | 177  | 175  |
|               | 1968 | 1982 | 1990 | 2006 | 2013 | 2015 | 2017 | 2019 | 2020 | 2022 |